# マロニエゲート
株式会社マロニエゲートは、東京都中央区銀座三丁目にある日本の百貨店の運営会社。読売銀座ビルで百貨店のマロニエゲート銀座2およびマロニエゲート銀座3（一体運営でマロニエゲート銀座2&3）を運営していた。2023年12月21日に会社精算。現在マロニエゲート銀座2はザイマックス、マロニエゲート銀座3はよみうりランドが運営している。

## 概要
1983年8月17日、読売新聞社（現在：読売新聞東京本社）本社跡地にダイエーのプランタン銀座を運営する子会社、プランタン銀座としてスタートした。商業施設としてのプランタン銀座は1984年4月27日に開業している。2000年3月に親会社のダイエーがフランスのプランタンとの間で交わしていた「プランタン」の使用契約が満了し、新さっぽろ・なんばの両店が「カテプリ」に改称されたが、プランタン銀座はこれとは別に商号および商標の使用契約を結んでいたため、この時点での名称変更はなく、日本国内では唯一「プランタン」を名乗った。
ダイエーの経営悪化に伴い、プランタン銀座の株式が売却されることとなり、当初は経営陣による買収（マネジメント・バイアウト）が予定され、2001年8月7日にダイエー、富士キャピタルマネジメント、プランタン銀座経営陣の三者で基本合意書を締結した。しかし、この合意が賃貸借契約の特約に反して、店舗が入居する土地・建物のオーナーである読売新聞社に無断で行われたため、読売新聞社が賃貸借契約の解除通知をする事態になる。そこで、読売新聞社を含めて協議を行い、2002年5月30日にダイエーが99.06%の株式を読売新聞社に売却することで合意。2002年6月14日に読売新聞社は株式を買い取った後、三越（現在：三越伊勢丹）に30%を売却した。これによりプランタン銀座はダイエーグループを離脱し、親会社を読売新聞社として、読売グループおよび三越グループ（現在：三越伊勢丹グループ）に入ることになった。
2015年12月15日、プランタンとの商号および商標の使用契約を2016年12月末で終了し、2017年3月に新名称でプランタン銀座をリニューアルオープンすることが発表され、2016年8月31日にはプランタン銀座と読売新聞東京本社は2017年3月中旬から、店舗ブランド名を隣接する「マロニエゲート（現在：マロニエゲート銀座1）」に統合・改称すると発表した。外国人観光客の増加や湾岸部の開発、客層の変化などを理由として挙げており、ターゲット層も20代から40代の女性に広げるとしている。
2016年12月31日にプランタン銀座が閉店し、日本国内から「プランタン」の名を掲げる店舗が姿を消した。また、2016年内に三越伊勢丹が株式を全て読売新聞東京本社へ売却し、閉店を以て百貨店として三越伊勢丹グループを離れた。また施設自体は改装に入った。
2017年1月1日、株式会社プランタン銀座が株式会社マロニエゲートに改称。2017年3月15日にプランタン銀座本館をマロニエゲート銀座2、プランタン銀座アネックスをマロニエゲート銀座3に改称したうえで、新たに開業した。なお、運営会社のマロニエゲートは2023年5月14日まで日本百貨店協会に加盟していたが、旧プランタン銀座を統合した経緯もあり、全国百貨店共通商品券はマロニエゲート銀座3のみ使用可能となっていた。

## 沿革
- 1983年8月17日：ダイエーが銀座における百貨店「プランタン」を運営する子会社として株式会社プランタン銀座を設立。
- 1984年4月27日：ダイエー傘下のプランタン日本国内4号店としてプランタン銀座開業。
- 2000年3月22日：ダイエー運営のプランタン新さっぽろがカテプリ新さっぽろに名称が変更されたことで、日本において「プランタン」を掲げる店舗がプランタン銀座のみとなる。
- 2001年8月7日：ダイエー、富士キャピタルマネジメント、プランタン銀座経営陣の三者で株式売却の基本合意書を締結。
- 2002年5月30日：読売新聞社を交えて株式売却が再協議された結果、ダイエーが99.06%の株式を読売新聞社に売却することで合意。
- 2002年6月14日：ダイエーがプランタン銀座株式を読売新聞社へ売却。読売新聞社は三越に株式の一部を売却。ダイエーグループを離脱し、読売グループの一員となる。また、百貨店としては三越グループ（現在：三越伊勢丹グループ）となる。
- 2016年12月31日：フランス・プランタンとの商号・商標使用契約が終了。プランタン銀座閉店。
  - この日までに三越伊勢丹が保有していた株式を読売新聞社にすべて売却し、百貨店として三越伊勢丹グループを離脱、読売グループの完全子会社となる。
- 2017年1月1日：株式会社マロニエゲートに改称。
- 2017年3月15日：店舗ブランド名を「マロニエゲート銀座」に改称（プランタン銀座本館を「マロニエゲート銀座2」、プランタン銀座アネックスを「マロニエゲート銀座3」に変更[2]）。